# Chrysochroa limbata
Chrysochroa limbata es una especie de escarabajo barrenador metálico del género Chrysochroa, categorizada en la tribu Chrysochroini, de la subfamilia Chrysochroinae. Fue descrita científicamente por Nonfried en 1891.

## Distribución geográfica
Habita en la región indomalaya.

## Tratamiento taxonómico
La especie aparece registrada y publicada en Weitere Beiträge zur Käferfauna von Südasien und Neuguinea. Berliner Entomologische Zeitschrift 36:359- 380. (1891).